# Гибель империи (книга)

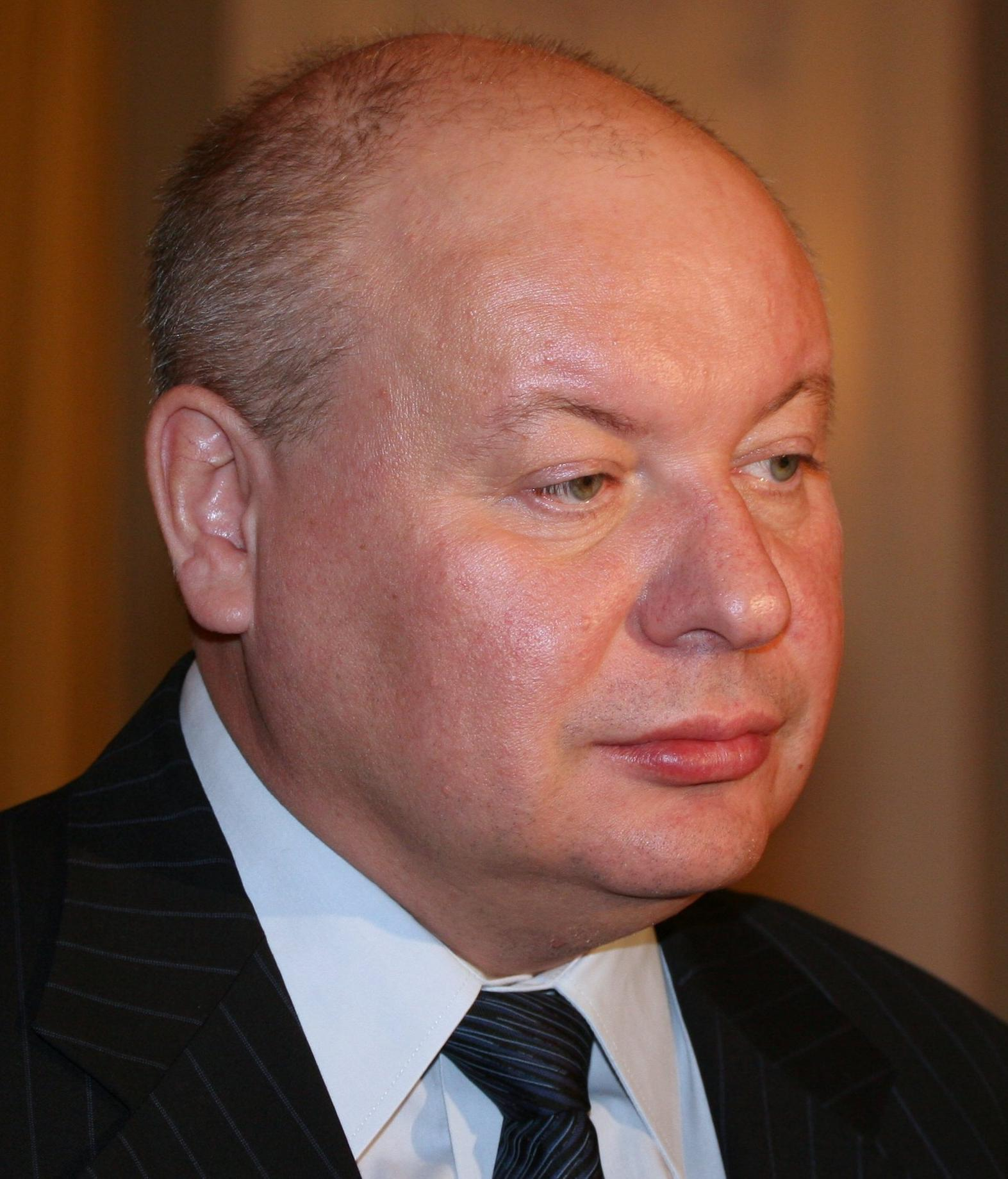
Егор Тимурович Гайдар в 2008 году

«Гибель империи» — монография Егора Гайдара, посвящённая анализу экономических и социально-политических причин распада СССР.

## Тематика
Книга посвящена рассмотрению проблем, с которыми сталкивались все крупные авторитарные режимы в XX веке и тому, как комплекс этих проблем привёл к дезинтеграции СССР. Основное внимание уделяется проблемам экономического характера: формированию зависимости экономики от топливно-энергетического комплекса, неизбежный из-за политики коллективизации и сталинской форсированной индустриализации упадок сельского хозяйства (неспособность самообеспечения продовольствием), формирование индустриального комплекса, выпускающего продукцию с чрезвычайно низкой конкурентоспособностью на мировом рынке и пр. Егор Гайдар делает попытку наглядно продемонстрировать, как политика коллективизации, сталинская модель индустриализации и огосударствления экономики через несколько десятилетий привела к масштабному кризису СССР. В монографии также отмечается, что многие проблемы, свойственные для позднего СССР, сохраняются и в современной России. Так, в заключении «Гибели империи» отмечается необходимость для современной России ограничить бюджетные обязательства, которые зависят от нефтяных доходов, а также о потребности в политической демократии, которая позволяет более эффективно адаптироваться к новым политическим и экономическим вызовам.
В книге рассмотрены те альтернативы, которые существовали перед властями СССР со второй половины 1980-х годов. В целом Егор Гайдар приходит к выводу, что ключевым событием, предопределившим распад СССР, стало падение цен на нефть (во многом вызванное и политикой Саудовской Аравии, начавшей более явно настроенную против СССР политику после событий в Афганистане). Он также показывает, что возможности «китайского пути» для СССР 1980-х годов уже не существовало — сходные социально-экономические условия в Советской России существовали только в период НЭПа.

## Оценки и история издания
Книга впервые издана в 2006 году издательством «Российская политическая энциклопедия». Затем многократно переиздавалась.
В частности, в 2012 году (ISBN 978-5-271-42092-4), в 2015 году (ISBN 978-5-17-089655-4). Переведена на английский язык: Collapse of an Empire: Lessons for Modern Russia (ISBN 0-8157-3114-0).
Сам Егор Гайдар, представляя свою новую монографию в Высшей школе экономики 14 июня 2006 года, отметил:

«Два обстоятельства подвигли меня к работе над этой книгой. Первое — то, что цены на нефть в реальном исчислении приблизились к уровню, похожему на позднебрежневские времена. Они, пока, не достигли пика 1980—1984 годов, но близки к нему. Второе — то, что в российском обществе, как мне кажется, сложилось устойчивое представление о том, что с нами произошло на протяжении последних 20 лет».
Гайдар всячески подчёркивал опасность того мифа, который с его точки зрения сложился в российском обществе о ситуации рубежа 1980—1990-х годов в России:

«Этот миф абсолютно очевиден, присутствует в СМИ — от аналитических статей и программ и до мыльных опер, которыми нас кормит телевидение. Картина этого мира предельно простая: жил-был могучий СССР, мировая сверхдержава. Разумеется, там были свои проблемы (а где их нет?), потом пришли какие-то странные люди — либо клинические идиоты, либо агенты вражеских спецслужб — и начали какие-то реформы. Результаты этих реформ оказались катастрофическими. И только когда, наконец, к власти пришли люди, думающие о государственных интересах, жизнь потихоньку начала налаживаться. Это миф, не имеющий никакого отношения к реальности, но привлекательный и опасный. Ведь мифы, как показывает история, иногда оказывали катастрофическое влияние на развитие событий в стране и в мире. Пожалуй, самый типичный, яркий и кровавый пример — мифология Германии между I и II мировыми войнами. Сейчас это общепринято и изучено, но раньше…».
Соответственно одной из ключевых задач книги «Гибель империи» являлась именно борьба с этим мифом.
Книга в целом была встречена критиками доброжелательно, но встречались и негативные отклики. Так, например, бывший член Политбюро ЦК КПСС, д.э.н. Вадим Медведев посчитал, что Гайдар в своей книге искажает факты, чтобы «оправдать политику шоковой терапии». В то же время
ректор РЭШ, д. э. н. Сергей Гуриев в рецензии на «Гибель империи» писал, что «основная часть книги — это мастерски написанная экономическая и политическая история послесталинского СССР», а выводы Гайдара подтверждаются другими современными экономическими исследованиями. Характеризуя монографию Егора Гайдара он подчёркивал, что

«с одной стороны, это приговор: анализ, проделанный автором, свидетельствует о том, что политика нынешнего российского правительства ведёт страну по пути позднего СССР. С другой стороны, это своего рода катехизис для дискуссий с нашими и старшими, и младшими согражданами, мечтающими о возвращении великого Советского Союза с его государственной собственностью на средства производства и централизованной политической системой».
Также положительно оценивает книгу и д. ф. н., политолог Сергей Гавров. Он отмечает:

 «Представляя читателю конкретные цифры, отрывки из сугубо секретных тогда писем и служебных записок представителей различных уровней советской номенклатуры, Е. Гайдар показывает, как неадаптивная авторитарная система шла к своему саморазрушению».
С. Гавров, также как С. Гуриев, подчёркивает важность выводов Егора Гайдара не только для понимания причин кризиса СССР, но и для анализа нынешней ситуации в России:

«Сегодня Россия, как и СССР семидесятых-восьмидесятых годов, зависит от конъюнктуры мировых сырьевых рынков, прежде всего углеводородов, зависит от импорта продовольствия. И если прибавить к этой экономической составляющей возможного кризиса отказ от демократии — согласование интересов внутри страны и открытую и скрытую имперскую экспансию вовне — тогда повторение судьбы Советского Союза становится всё более вероятным».
Критиковал книгу Гайдара А. Я. Якобсон. Прежде всего его удивила карта СССР, помещенная на суперобложке издания 2006 года, где среди союзных республик нет Молдавии, Таджикистана и Туркменистана, зато присутствует Монголия.

## Фильм
17 ноября 2013 года на канале «НТВ» состоялась премьера фильма Алексея Пивоварова «Егор Гайдар: гибель империи», снятого по мотивам книги Егора Гайдара.